# Tell (film, 2014)
Pour plus de détails, voir Fiche technique et Distribution.
Tell est un film américain réalisé par J. M. R. Luna, sorti en 2014.

## Fiche technique
- Titre original : Tell
- Réalisation : J. M. R. Luna[1]
- Scénario : Timothy Williams
- Direction artistique : Maya Sigel[1]
- Décors : Danielle Laubach
- Costumes : Justine Seymour
- Photographie : Yaron Levy
- Montage : Michael P. Shawver
- Musique : Steve Davis
- Casting : Kerry Barden, Rich Delia et Paul Schnee
- Production : Christopher Boyd, Russ Cundiff, J.M.R. Luna, Kevin Mann, Matthew Perniciaro et Milo Ventimiglia[1]
- Production exécutive : Robert Ogden Barnum, Mauricio Betancur, Jason Cloth, Aaron L. Gilbert, Rick Matros et George Voskericyan ; Margot Hand, Steven Thibault et Dominic Ottersbach (coproducteur exécutif)
- Sociétés de production : Haven Entertainment, American Film Productions, Divide Pictures et Bron Studios
- Société(s) de distribution : Orion Pictures
- Pays de production :  États-Unis
- Langue originale : anglais
- Format : couleur - 35 mm
- Genre : Film d'action, drame
- Durée : 89 minutes
- Dates de sortie :
  - États-Unis : 19 décembre 2014[2]
  - France : indéterminée

 Sauf indication contraire, les informations mentionnées dans cette section peuvent être confirmées par la base de données cinématographiques IMDb,  présente dans la section « Liens externes ».

## Distribution
- Milo Ventimiglia : Tell
- Katee Sackhoff : Beverly
- Jason Lee : Ray
- Robert Patrick : Ashton
- Alan Tudyk : Morton
- John Michael Higgins : Huffman
- Faizon Love : Dwight Johnson
- Oscar Nuñez : le père Jack
- Peter Reinert : Malcolm
- Monica Young : Stephanie
- Joseph O'Neill : Joe